# Niki Davis
Niki Davis, pseudonimo di Licinia Ventriglia (Milano, 13 gennaio 1936 – Milano, 2 giugno 2002), è stata una cantante italiana.

## Biografia
A sedici anni forma con l'amica Angela De Parde il Duo Festival, con cui effettua le prime incisioni e le prime tournée; in questo periodo adotta lo pseudonimo Nicla Giano.
Scioltosi il duo dopo qualche anno, firma un contratto discografico da solista con la Bluebell adottando lo pseudonimo Niki Davis.
Nel 1960 partecipa alla Sei giorni della canzone con Nuvole; l'anno successivo partecipa al Festival di Sanremo 1961 con Pozzanghere, in coppia con Tony Renis, coautore del brano.
Si ritira a vita privata a metà degli anni '60.

## Discografia parziale

### Con ilDuo Festival

#### Singoli
- 1958: Polca all'italiana/Maliziusella (Italdisc, DF 15)
- 1959: Sugartime (Nuova Enigmistica Tascabile, N° 10026)

### Solista

#### Album
- 1961: La strada dell'amore (Orfeon, OV 3030)

#### Singoli
- 1959: Promise me/Rido (Bluebell, BB 03008)
- 1959: Quando se ne va l'estate/Forever (Bluebell, BB 03012)
- 1959: Grido/Sugli occhi baciami (Bluebell, BB 03018)
- 1960: Nuvole/La strada dell'amore (Bluebell, BB 03024)
- 1960: Acquarello in blue/Uno a te, uno a me (Bluebell, BB 03039)
- 1961: Pozzanghere/Pigro mattin (Bluebell, BB 03047)
- 1961: Il mio trenino/Cerchi sull'acqua (Bluebell, BB 03051)
- 1962: Tombola/Girotondo twist (Bluebell, BB 03093)

### Discografia fuori dall'Italia

#### Singoli
- 1961: Forever/Pozzanghere (Vesuvius Records; pubblicato negli Stati Uniti)

#### EP
- 1960: Nuvole/La strada dell'amore/Promise me/Forever (Ricordi, 4550; pubblicato in Francia)
- 1960: Niki Davis Of Italy (W&G Records, WG-F-1032; pubblicato in Australia)
- 1960: Bésame En Los Ojos (Discophon, 17.058; pubblicato in Spagna)